# أداة القرص (ماك أو إس)
أداة القرص هي أداة إدارة أقراص مُضمنة مع ماك أو إس وكانت جُزءًا من نظام التشغيل منذ إصداره الأوَّل، توفر أداة القرص العديد من المهام مثل تنسيق أجهزة التخزين، ومهام تهيئة القرص أو إلغاء تحميلها، وإنشاء صورة القرص، واستنساخ محركات الأقراص [الإنجليزية].

## الاستخدام
تقوم أداة القرص بتقسيم محرك الأقراص إلى وحدات تخزين مُتعدِّدة، ولكن تتضمَّن العديد مِن التَّغييرات، بما في ذلك استخدام مخطط دائري لتوضيح كيفيَّة جدولة أقسام مُحرِّك الأقراص.
تتضمَّن أداة القرص وظيفة الإسعافات الأوليَّة (بالإنجليزية: First Aid)‏ تُستخدم إذا كان الحاسوب يتعطل بشكلٍ متكرر، أو يعرض رسائل خطأ مشفرة، أو يعرض سلوكًا غير معتاد، ولكن عند تعرض وحدة التخزين إلى تلفٍ شديد، فقد يحتاج المُستخدم لبرامج أدوات مساعدة، أو طرق إصلاح أُخرى.

## روابط خارجيَّة
- الموقع الرسمي